# 유협
유협(중국어 간체자: 游侠, 정체자: 遊俠, 병음: yóuxiá)이란 유사(遊士)와 협객(俠客)을 합친 말로, (필요하다면 실정법을 어겨가면서) 강한 것을 꺾고 약한 것을 돕는다는 임협(任俠)을 내세운, 동양 전통의 무법자 개념이자 영웅상(像)이다.
중국 춘추시대부터 의협심이 두터운 사람들이 있어, 법을 어기고 목숨을 버려가면서까지 은인에게는 예를 다하였다고 한다. 전국시대의 사군자는 이런 유협들을 식객으로 채용해 활약한 것으로 유명하다. 사마천의 『사기』에 「유협열전」이 별도의 장으로 존재할 정도이며, 전한 고제 유방도 본래 유협 출신이었다.
사마천은 『사기』에서 “세간 사람들이 임협의 뜻을 모르고 주가나 곽해를 깡패라고 얕잡아 보는 것은 슬픈 일”이라며, 유협이란 “그 행위가 세상의 정의와 일치하지 않을 수도 있지만, 자기가 한 말을 반드시 지키고, 하려 마음먹은 행동은 반드시 해내고, 일단 맡은 일은 반드시 성실하고, 남의 고난 때문에 자기 몸을 던졌으며, 존망과 생사의 경계를 건너면서도 자기 능력을 자랑하지 않고, 자기 덕행을 과시하는 것을 부끄러이 여겼으니, 대체로 모두 칭찬할 만한 것들”이라고 임협의 미덕을 높게 평가했다. 그러면서 선진시대 민간의 유협들에 대한 기록이 모두 사라져 보이지 않음을 안타깝게 여겼다.
유협의 행동양식인 임협이란 결국 요약하면 (보통 약자에게 가해진) 불의를 바로잡기 위해 물리적 힘이나 정치적 영향력을 이용해 자력구제를 행하는 것을 의미하며, 무엇이 불의한지 여부는 유협 개인의 판단으로 결정되는 것이었다. 유협은 특별한 사회 계급에서 독점적으로 배출된 것이 아니다. 정사서에부터 무협소설과 민담에 이르기까지 수많은 문헌에서 왕후・관료・시인・악사・의원・군인・상인・승려・평민・백정에 이르기까지 다양한 출신성분의 유협을 그리고 있다. 임협 개념의 출현은 평등주의를 강조한 묵가의 이념과 결부되어 생각된다. 이런 견해에서는 전국시대 말엽에 들어 전통적인 사(士)들 가운데 유가적인 문사(사대부)로 전직하지 못한 이들이 묵가적인 유사가 되어 자력구제로 약자를 보호하는 협객을 자처하기 시작했다고 본다.

## 같이 보기
- 감녕
- 왕미
- 이백
- 송강 (수호전)
- 당인
- 무협